# Robert Whitaker (écrivain)
Pour les articles homonymes, voir Robert Whitaker.
Robert Whitaker est un journaliste et écrivain américain né à Denver en 1952. Il rédige surtout sur la médecine, la science et l'histoire. Par ses écrits, il s'inscrit dans le mouvement de l'antipsychiatrie.

## Biographie
De 1989 à 1994, Robert Whitaker rédigeait des articles sur la médecine pour le compte du journal Albany Times Union (en) dans l'État de New York. En 1992, il fut un Knight Science Journalism fellow au MIT. Il fut ensuite directeur des publications au Harvard Medical School. En 1994, il fonda avec des collègues une maison d'édition, CenterWatch, qui se concentrait sur l'industrie des essais cliniques pharmaceutiques. CenterWatch fut acquise en 1998 par Medical Economics, une division de Thomson Corporation.
Des articles qu'il a coécrits ont obtenu le George Polk Award (en) for Medical Writing en 1998 et le Science in Society Journalism Award de 1998 remis par la National Association of Science Writers (en) en tant que meilleur article de magazine. En 1998, il a corédigé une série d'articles, publiée par le journal The Boston Globe, sur les recherches psychiatriques, laquelle fut en nomination pour le Pulitzer Prize for Public Service de 1999.
Tout en continuant de travailler pour The Boston Globe, il publia en 2001 son premier livre, Mad in America (que l'on peut traduire par « Fou aux États-Unis »), sur les recherches et l'administration des médicaments en psychiatrie, domaines qu'il avait explorés grâce à ses recherches journalistiques,.
En 2002, le journal USA Today publia un article de Whitaker, Mind drugs may hinder recovery (« Les médicaments du cerveau peuvent entraver la guérison ») dans sa section Ediorial/Opinion. En 2004, il publia un article, dans la revue sans comité de lecture Medical Hypotheses, intitulé The case against antipsychotic drugs: a 50-year record of doing more harm than good (que l'on peut traduire par : « Le procès des médicaments antipsychotiques : 50 ans de travaux montrant qu'ils font plus de tort que de bien »).
En 2005, il publia l'article Anatomy of an Epidemic: Psychiatric Drugs and the Astonishing Rise of Mental Illness in America (que l'on peut traduire par « Anatomie d'une épidémie : les médicaments psychiatriques et la stupéfiante augmentation de la maladie mentale aux États-Unis ») dans la revue Ethical Human Psychology and Psychiatry. Dans son livre Anatomy of an Epidemic, publié en 2010, Whitaker continua d'approfondir ce sujet,,. 
En avril 2011, l’Investigative Reporters and Editors (en) (IRE) annonça que l'ouvrage Anatomy of an Epidemic reçut le prix de 2010 en tant que meilleur ouvrage d'un journaliste d'enquête : « ce livre est une exploration approfondie des études médicales et scientifiques et est parsemé d'anecdotes convaincantes. Finalement, Whitaker met à mal la sagesse conventionnelle qui veut que les maladies mentales se soignent par les médicaments,. »
Whitaker apparut dans le documentaire Take These Broken Wings: Recovery from Schizophrenia Without Medication, mis en vente en 2008, qui montre qu'il est possible de guérir de la schizophrénie sans traitements médicamenteux.
Il a également fondé le webzine Mad in America.

## Publications
- (en) Whitaker Robert, Mad in America : Bad Science, Bad Medicine, and The Enduring Mistreatment of the Mentally Ill, Perseus Publishing, 24 décembre 2001 (ISBN 0-7382-0385-8, présentation en ligne)

- (en) Whitaker Robert, The Mapmaker's Wife : A True Tale of Love, Murder, and Survival in the Amazon (biographie romancée de Isabel Godin des Odonais), Basic Books, 13 avril 2004 (ISBN 0-7382-0808-6, présentation en ligne)

- (en) Whitaker Robert, On the Laps of Gods : The Red Summer of 1919 and the Struggle for Justice That Remade a Nation, Crown, 10 juin 2008 (ISBN 978-0-307-33982-9 et 0-307-33982-3, présentation en ligne)

- (en) Whitaker Robert, Anatomy of an Epidemic : Magic Bullets, Psychiatric Drugs, and the Astonishing Rise of Mental Illness in America, New York, Broadway, 2010, 404 p., couverture souple (ISBN 978-0-307-45242-9, présentation en ligne)

### Citations originales
1. ↑  (en) « this book provides an in-depth exploration of medical studies and science and intersperses compelling anecdotal examples. In the end, Whitaker punches holes in the conventional wisdom of treatment of mental illness with drugs. »